# Foxhound inglés
El english foxhound es una raza de perro, tipo sabueso. Desciende del perro de San Huberto y del actualmente extinto talbot. 
Su función principal es cazar junto a hombres montados a caballo. Puede trabajar durante varias horas sin descanso y en diversos tipos de terreno. Nunca se tiene como animal de compañía, sino que se cría en jaurías privadas. Es un perro fuerte, vivo, atrevido y ruidoso.
Tiene un gran parecido físico con el beagle aunque es un poco más grande. 

## Características físicas
- Manto corto y duro.

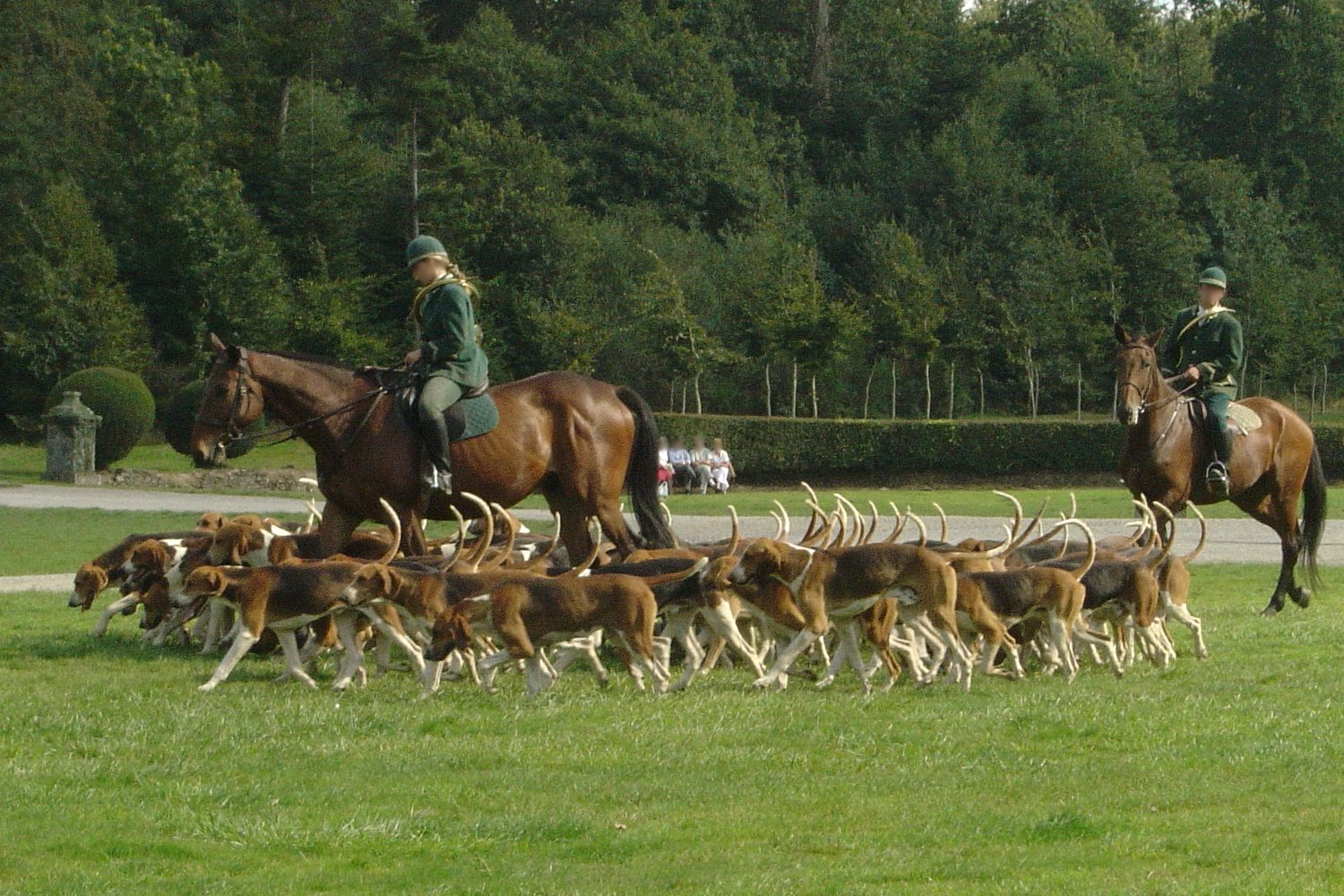
Jauría de foxhound inglés.

- Color tricolor-negro, blanco y tostado o bicolor con un fondo blanco.
- Cabeza no pesada, y con cejas pronunciadas.
- Orejas bajas y caídas, estilo sabueso.
- Espalda musculosa, a nivel.
- Patas rectas.
- Cola bien asentada de porte alegre, estilo látigo.
- El tamaño promedio de los foxhound varía ligeramente dependiendo del género del animal. Los machos miden entre 55 y 62,5 cm hasta la cruz, y las hembras de 50,5 a 60 cm hasta la cruz.
- Generalmente pesan entre 29,5 y 38 kg.